# Hatsumi Nakanishi
Hatsumi Nakanishi (jap. 中西はつみ Nakanishi Hatsumi; ur. 13 września 1981) – japońska zapaśniczka walcząca w stylu wolnym. Zajęła siódme miejsce w mistrzostwach Azji w 2005. Szósta w Pucharze Świata w 2004 roku. Zawodniczka Chukyo University.